# Peñabot

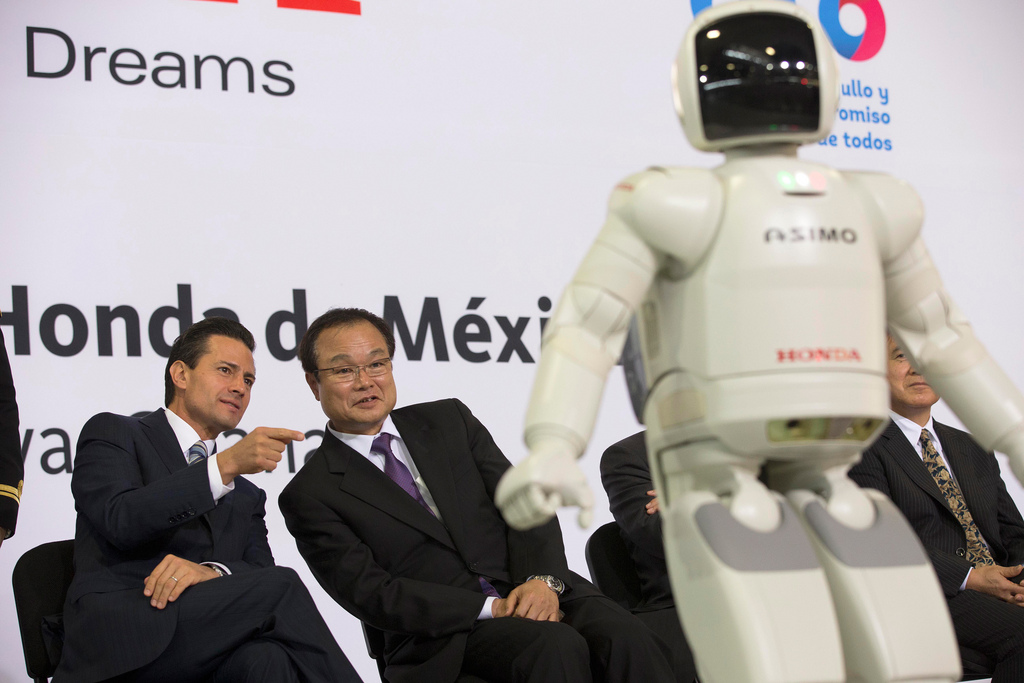
Presidente mexicano Enrique Peña Nieto na inauguração de uma fábrica de automóveis na cidade de Celaya.

Peñabots é o nome dado a uma rede que analistas acreditam ser de contas automatizadas usadas pelo governo mexicano para difundir propaganda pró-governista e para marginalizar opiniões dissidentes nas mídias sociais. Os bots foram observados pela primeira vez nas eleições mexicanas de 2012, quando haviam sido empregados para disseminar opiniões em apoio a Enrique Peña Nieto nas redes sociais, tais como Twitter e Facebook. Após à presidência de Peña Nieto, os analistas perceberam que os Peñabots passaram a ser usados para dominar os trending topics que criticavam o governo, inundar com spam as hashtags mais comentadas com críticas ao governo e criar falsas tendências colocando hashtags alternativas no topo, e para pressionar jornalistas e ativistas críticos do governo com ameças e campanhas difamatórias. Os Peñabots podem ser reconhecidos devido ao padrão de suas atividades, que é distinto de uma interação normal nas redes sociais.